# Sphaerodoropsis longipalpa
Sphaerodoropsis longipalpa är en ringmaskart som beskrevs av Hartman och Fauchald 1971. Sphaerodoropsis longipalpa ingår i släktet Sphaerodoropsis och familjen Sphaerodoridae. Inga underarter finns listade i Catalogue of Life.